# 酒井駒子
酒井 駒子（さかい こまこ、1966年〈昭和41年〉4月1日 - ）は、日本の絵本作家。兵庫県生まれ。

## 経歴
東京芸術大学美術学部油絵科卒業。大学時代は演劇をしており、女優としても活動した。卒業後、一旦就職し和物テキスタイルのデザイナーとして約5年ほど勤務したが、退職後に絵本作家を目指すようになる。公募制の講談社絵本新人賞で佳作を受賞するも、この時点では作家デビューは叶わず。
その後フリーランスの絵本編集者・土井章史と小野明の2人が共同主宰していた『あとさき塾』に何年か通って学び、デビュー作の担当編集も土井となり、1998年10月刊行の『リコちゃんのおうち』（偕成社、ISBN 4-03-204940-8）にて絵本作家としてデビュー。
第3作『ぼく おかあさんのこと…』から黒を下地にした印象的な画風になり、どこか憂いを帯びた幼い子供や動物の絵で人気を得るようになる。2004年、『きつねのかみさま』（文：あまんきみこ）で第9回日本絵本賞、2009年、『くまとやまねこ』（文：湯本香樹実、2008年4月刊、河出書房新社）で第40回講談社出版文化賞 絵本賞を受賞し、累計発行部数は29万部を突破している（2024年9月時点）。
2023年、『橋の上で』（文：湯本香樹実）で再び第28回日本絵本賞を受賞。
作品は海外でも評価が高く、2005年に『金曜日の砂糖ちゃん』（偕成社）でブラティスラヴァ世界絵本原画展で金牌（GoldenPlaque）、2006年に『ぼく おかあさんのこと…』でフランスのPITCHOU賞およびオランダの銀の石筆賞を受賞。『ゆきがやんだら』でも2009年の銀の石筆賞を受賞しているほか、ニューヨーク・タイムズの「2009年の子供の絵本最良の10冊」にも選ばれている。2006年4月より福音館書店の雑誌『母の友』の表紙を毎号担当（2012年3月まで）。このほか書籍の装画などの仕事も多数手がけている。
酒井駒子の活動報告などは酒井駒子事務所が管理運営するInstagramで公開している。

## 主な作品

### 絵本
- リコちゃんのおうち（1998年10月 偕成社）
- よるくま（1999年11月 偕成社）
- ぼく おかあさんのこと…（2000年5月 文溪堂）
- よるくま クリスマスのまえのよる（2000年10月 白泉社）
- 赤い蝋燭と人魚（2002年1月 偕成社） - 文：小川未明
- こりゃ まてまて（2002年7月 福音館書店） - 文：中脇初枝
- ロンパーちゃんとふうせん（2003年3月 白泉社）
- 金曜日の砂糖ちゃん（2003年10月 偕成社）
- きつねのかみさま（2003年12月 ポプラ社） - 文：あまんきみこ
- こうちゃん（2004年3月 河出書房新社） - 文：須賀敦子
- ゆきがやんだら（2005年11月 学習研究社）
- ビロードのうさぎ（2007年4月 ブロンズ新社） - 文：マージェリィ・W・ビアンコ
- くまとやまねこ（2008年4月 河出書房新社） - 文：湯本香樹実
- BとIとRとD（2009年6月 白泉社）
- くさはら（2011年10月 福音館書店） - 文：加藤幸子
- はんなちゃんがめをさましたら（2012年11月 偕成社）
- しろうさぎとりんごの木（2013年10月 文溪堂） - 文：石井睦美
- まばたき（2014年11月 岩崎書店） - 文：穂村弘
- ヨクネルとひな（2015年11月 ブロンズ新社） - 文：LEE
- すやすやおやすみ（2021年7月 福音館書店） - 文：石津ちひろ

### 本
きかんぼのちいちゃいいもうとシリーズ
文：ドロシー・エドワーズ
- きかんぼのちいちゃいいもうと その1 - ぐらぐらの歯（2005年11月 福音館書店）
- きかんぼのちいちゃいいもうと その2 - おとまり（2006年4月 福音館書店）
- きかんぼのちいちゃいいもうと その3 - いたずらハリー（2006年9月 福音館書店）

クロニクル 千古の闇シリーズ
文：ミシェル・ペイヴァー
- オオカミ族の少年（2005年6月 評論社）
- 生霊わたり（2006年4月 評論社）
- 魂食らい（2007年4月 評論社）
- 追放されしもの（2008年4月 評論社）
- 復讐の誓い（2009年4月 評論社）
- 決戦のとき（2010年4月 評論社）

その他
- 絵本のつくりかた1（2003年6月 美術出版社）
- アルジャーノンに花束を 愛蔵版（2015年4月 早川書房） - 装丁イラスト[11]

### 画集
- 森のノート（2017年9月 筑摩書房）